# Kaple svatého Prokopa (Provodín)
Kaple svatého Prokopa v Provodíně na Českolipsku je ve správě Římskokatolické farnosti v Jestřebí. Byla postavena v roce 1930.

## Základní údaje
Kaple je na zalesněném pozemku s lesním hřbitovem stranou od obce. Postavena byla v roce 1930 za 54600 Kč z obecního rozpočtu, dalších 11000 Kč stálo první vybavení. Projekt kaple (tehdy zvané kostelem) zpracoval Franc Knobloch, stavitelem byl Erwin Tschirnichem.
Kaple se nachází na území farnosti Jestřebí, je využívána obcí jako obřadní síň při pohřbech a nejsou v ní slouženy pravidelné bohoslužby.